# Nina Hagerup Grieg
Pour les articles homonymes, voir Grieg (homonymie).
Nina Hagerup Grieg, née le 24 novembre 1845 à Bergen et morte le 9 décembre 1935 à Copenhague, est une cantatrice norvégienne.

## Biographie
Nina Hagerup Grieg s'est mariée en 1867 avec son cousin, le pianiste Edvard Grieg. Ils eurent une fille un an plus tard, Alexandra, mais qui mourut à 18 mois.
Elle était une soprano réputée et son mari composait pour elle des recueils de mélodies.
Aucun enregistrement de qualité professionnelle de Nina Grieg n'a été réalisé, mais deux enregistrements amateurs sur cylindres de cire ont été préservés (malheureusement en mauvais état) et ont été publiés sur le label Simax (no).

## Source de la traduction
- (en) Cet article est partiellement ou en totalité issu de l’article de Wikipédia en anglais intitulé « Nina Grieg » (voir la liste des auteurs).